# Fulgenzio Micanzio
Fulgenzio Micanzio (né en 1570 à Passirano, mort en 1654 à Venise) est un théologien italien.

## Biographie
Fulgenzio Micanzio passe son enfance dans le petit village de Brescia et reçoit sa première éducation au couvent local des Servites de Marie. En 1590, il s'installe à Venise au « Studium  » du couvent des Servites de Marie. En 1597, il devient professeur de théologie de ce couvent. Il obtient son diplôme en 1600 à Bologne où il enseigne la théologie au Studium des Servites de Marie.
Cette année-là, il est invité à Venise par Paolo Sarpi comme secrétaire. Avec Sarpi, il écrit en 1606 contre le carme Giovanni Antonio Bovio (Bovius) qui contribua à des travaux du côté papal du débat sur l'Interdit vénitien. Il apparaît sous son pseudonyme transparent Itnegluf. On demande au général des Servites de leur interdire d'entrer au service de Venise.
Micanzio, en tant que biographe de Sarpi, fait quelques affirmations en sa faveur : qu'il aida Galilée avec son premier télescope ; et que Girolamo Fabrizi d'Acquapendente n'eut pas accordé à Sarpi le mérite de ses travaux sur les valvules veineuses. Plus tard, Micanzio se rend utile à Galilée, en enquêtant et en surmontant les problèmes liés à l'impression de ses œuvres.
En 1609, il prend part à des discussions avec Henry Wotton, Sarpi et Johann Baptist Lenk, agissant à Venise pour Christian d'Anhalt. Il prêche des sermons soigneusement rédigés, composés avec William Bedell. Il est alors embarrassé par une fuite diplomatique concernant la visite de Giovanni Diodati : Wotton sur les conseils de Sarpi et Micanzio l'avait invité à Venise en 1607. Une correspondance expurgée de Diodati à un destinataire français est transmise aux autorités vénitiennes par l'ambassadeur de France en 1609, représentant Micanzio comme un cheval de Troie du protestantisme à Venise. Il lui est alors interdit de prêcher.
Micanzio prend de nombreuses notes sur les Annales Ecclesiastici de Cesare Baronio. Avec Sarpi, il cherche à saper la version de l'histoire de l'Église représentée par l'approche adoptée par Baronio. Cela les met sur une voie parallèle aux savants à l'œuvre en Angleterre, notamment Isaac Casaubon, s'attaquant à l'historiographie privilégiée par la Curie romaine.
Il entretint une correspondance avec Gian Francesco Biondi, en exil en Angleterre. Avec William Cavendish et son secrétaire Thomas Hobbes, une rencontre à Venise aboutit à un échange de lettres prolongé de 1615 à 1628, couvrant les affaires militaires et religieuses. Hobbes les traduit de l'italien pour Cavendish. Ben Jonson a accès à une partie de cette correspondance, et des éléments de Micanzio trouvent leur place dans ses Découvertes.
En lançant des recherches diplomatiques auprès de la cour de Jacques Ier d'Angleterre, Micanzio s'efforce de faire publier les Essais de Francis Bacon en italien (1619). À cette époque, il est également en contact avec Dudley Carleton.
À la mort de Sarpi en 1623, Fulgenzio Micanzio est nommé par la république de Venise, son successeur et auditeur et consultant. Il soutient une reconnaissance plus officielle de l'œuvre historique d'Andrea Morosini, aux côtés de celle de Sarpi.
Son ouvrage Vita del padre Paolo, dell'ordine de' Servi e theologo della serenissima republ. di Venetia, In Leida, 1646. Edizione moderna in P. Sarpi, Istoria del Concilio tridentino, publié en 1646, est mis à l’Index librorum prohibitorum par décret le 10 juin 1659.